# Ute Berling
Pour les articles homonymes, voir Berling (homonymie).
Ute Berling (née en 1957) est une chanteuse allemande.

## Biographie
La chanteuse, qui vient de Heidelberg, sous ce nom de scène, interprète du schlager allemand ainsi que des reprises en langue allemande de tubes étrangers. Berling apparaît en 1978 dans l'émission de télévision sur ARD Musikladen et en 1980 dans disco sur ZDF et en 1980 et 1981 dans ZDF Hitparade. Avec la reprise en allemand de la chanson Bette Davis Eyes, Als ob sie Bette Davis wär, elle se place à la 71e place dans les charts allemands pendant une semaine en 1981.

## Discographie
Singles
- 1976 : Einmal mußt du dich entscheiden / Leben, das heißt lieben – M Records
- 1977 : Kasimir, der Elternschreck / Samstagabend in der Großstadt – M Records
- 1978 : My Baby Blue (reprise en allemand de My Baby Blue de Michel Costa)[3] / Ich will frei sein, ich will leben – M Music
- 1979 : Spiel’ dich nicht auf / Wenn du die Tür schließt – M Music
- 1979 : Okay, wir haben Spaß gehabt / Denn sie will nicht, daß du gehst – M Music
- 1980 : Amerika (reprise en allemand de America de Gianna Nannini)[3] / Spiel dich nicht auf – M Music
- 1981 : Als ob sie Bette Davis wär (reprise en allemand de Bette Davis Eyes) / Der Himmel macht zu – M Music
- 1982 : Lady Rock’n’Roll / Kalter Morgen – M Music
- 1983 : Kinder im All / Computerspiele – Mercury
- 1986 : Alles, was ich will, bist du (reprise en allemand de Saving All My Love for You de Marilyn McCoo et Billy Davis Jr.)[3] / Himmel und Hölle – Coconut
- 1986 : Ich will mit dir geh’n (reprise en allemand de Take My Breath Away de Berlin)[3] / Herz an Herz – Coconut

## Source de la traduction
- (de) Cet article est partiellement ou en totalité issu de l’article de Wikipédia en allemand intitulé « Ute Berling » (voir la liste des auteurs).

1. ↑  (de) « Ute Berling », sur was-wurde-aus.at (consulté le 22 décembre 2019)
2. ↑  (de) « Als ob sie Bette Davis wär », sur offiziellecharts.de (consulté le 22 décembre 2019)
3. 1 2 3 4  Ute Berling sur coverinfo.de